# Adriana D. Kugler
Adriana Debora Kugler, född 23 oktober 1969 i USA, är en amerikansk forskningsassistent, nationalekonom, professor, vice rektor och statstjänsteman.

## Biografi
Kugler avlade kandidatexamen i nationalekonomi och statsvetenskap vid McGill University och en filosofie doktor i nationalekonomi vid University of California, Berkeley.
Kugler har tidigare varit bland annat forskningsassistent för National Bureau of Economic Research och The Center for the Study of Poverty and Inequality vid Stanford University; chefekonom vid USA:s arbetsmarknadsdepartement; professor för public policy och nationalekonomi samt vice rektor för berörda fakulteten vid Georgetown University samt amerikansk chef för Världsbanken.
Hon har också varit ordförande för Business and Economics Statistics Section vid American Statistical Association samt ledamot för Science, Technology and Economic Policy vid The National Academy of Sciences och Technical Advisory Committee vid Bureau of Labor Statistics.
Hon är ledamot i styrelsen för USA:s centralbankssystem Federal Reserve System sedan den 13 september 2023 efter att hon utnämndes till det av USA:s president Joe Biden.